# Scomberomorus regalis
Scomberomorus regalis és una espècie de peix de la família dels escòmbrids i de l'ordre dels perciformes.

## Morfologia
Els mascles poden assolir els 183 cm de longitud total i els 7.760 g de pes.

## Distribució geogràfica
Es troba des de Massachusetts (Estats Units) fins al Brasil, incloent-hi les Bahames i les Índies Occidentals.